# کالین استپانیان
کالین یرواندی استپانیان (ارمنی: Կալին Երվանդի Ստեփանյան؛ روسی: Калин Ервандович Степанян) زاده ۱۵ مهٔ ۱۹۵۵ – درگذشته ۳ اوت ۲۰۲۴) بازیکن فوتبال اهل ارمنستان ساکن روسیه در پست مدافع و مربی فوتبال بود.
پسر وی آرتور استپانیان نیز بازیکن فوتبال می‌باشد.
وی در ۳ اوت ۲۰۲۴ در سن ۶۹ سالگی درگذشت.

## سابقه باشگاهی
از باشگاه‌هایی که وی در آنها بازی کرده است، می‌توان به باشگاه فوتبال اسپارتاک ولادی‌قفقاز، باشگاه فوتبال آفتودور ولادی‌قفقاز و باشگاه فوتبال اسپارتاک یوجی‌پی آناپا اشاره کرد.